# Panoz Esperante

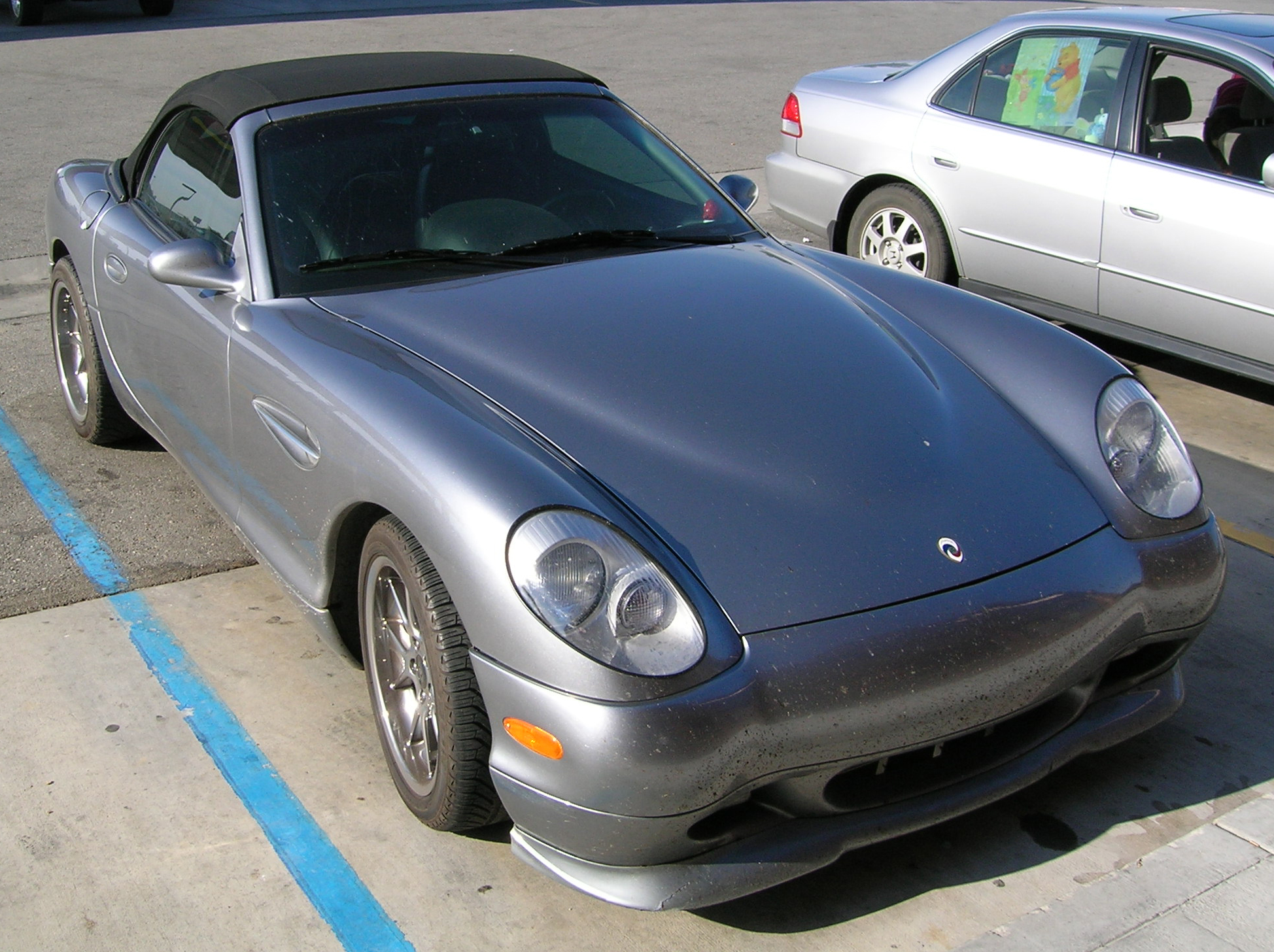
Panoz Esperante voorkant

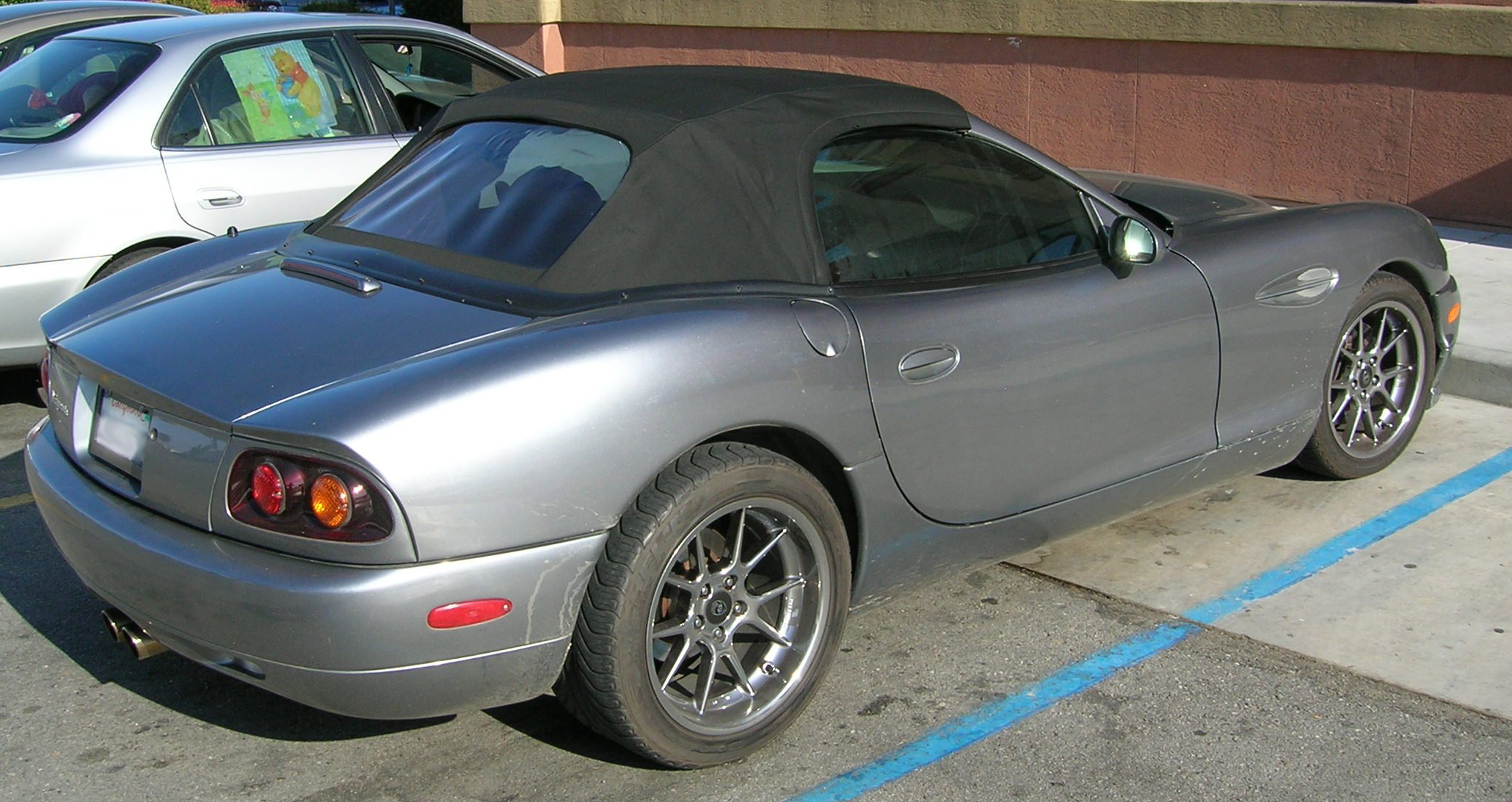
Panoz Esperante achterkant

De Panoz Esperante is het tweede model van het Amerikaanse automerk Panoz, het werd in 2001 geïntroduceerd. De "front-engined" sportauto werd uitgebracht in 4 verschillende types:
- Esperante
- Esperante GT
- Esperante GTLM
- Esperante GTS

(De Esperante GT en GTLM werden in 2004 geïntroduceerd)
Ze verschillen onderling van elkaar in prestaties en de kracht van de motor. De recentere GT/GTLM's verschillen ook in koetswerk van de Esperante, met een langere voor- en achterbumper en lagere skirts. De GTLM werd ontwikkeld voor races en wordt beschouwd als het topmodel van Panoz. De GT is een gelijk aardig model maar heeft een minder krachtige motor dan de GTLM. De Panoz Esperante GTS is enkel een racemodel. Deze wordt vooral gebruikt in de Panoz Racing School, voor coureurs in opleiding. De Panoz Esperante GTLM-R, die gebruikt werd voor Le Mans, zegevierde in 2006 met een eerste plaats in GT2 op zowel Le Mans als Sebering. Hoewel de GTLM al voor de GT races werd ontworpen, heeft de GTLM-R (de effectieve auto van deelname) nog koetswerk -en spoorverbreding gekregen, een lagere ophanging en een spoiler.

## Panoz Esperante GTR-1
Ook de in 1997 voorgestelde GTR-1, die in dat jaar eerste werd in de 24 uren van Le Mans, wordt beschouwd als een model van de Esperante, hoewel ze buiten enkele uitwendige kenmerken geen gemeenschappelijke onderdelen hebben. De GTR-1 werd ontwikkeld door Reynard Motorsport voor 24u races in de GT1 klasse. Hiervoor moest eerst de homologatie worden verkregen, en dus werden er 2 straatmodellen gebouwd (waarvan 1 voor crashtest). In het totaal werden er dus 8 GTR-1's gebouwd, waarvan chassis 001 de GTR-1 street is, dit is de homologatie auto en is in bezit van Daniel Panoz, stichter van de Panoz Auto Development Company. Van de overige 7 werden 6 chassis gebruikt in races van 1997 tot 2004. De laatste was dus voor de crashtest. 
In 2004 reed chassis 006 (overigens de Q9, de enige Hybrid GTR-1) voor het laatst op het circuit van Spa-Francorchamps Slechts 1 GTR-1 ging verloren tijdens een race, deze brandde volledig uit, de overige 5 chassis werden overgeplaatst naar musea.
Om toch een goede wegligging te hebben werd bij het ontwerp de cockpit zo ver mogelijk naar achteren geplaatst, opdat de motor meer in het midden van het chassis zou liggen, hierdoor kreeg de GTR-1 de bijnaam "De Batmobile"

## Prestaties/Gegevens

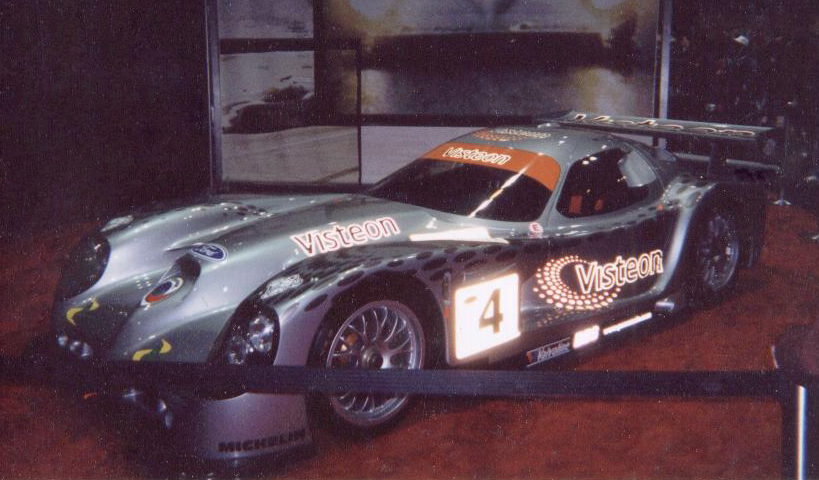
Panoz Esperante GTR-1

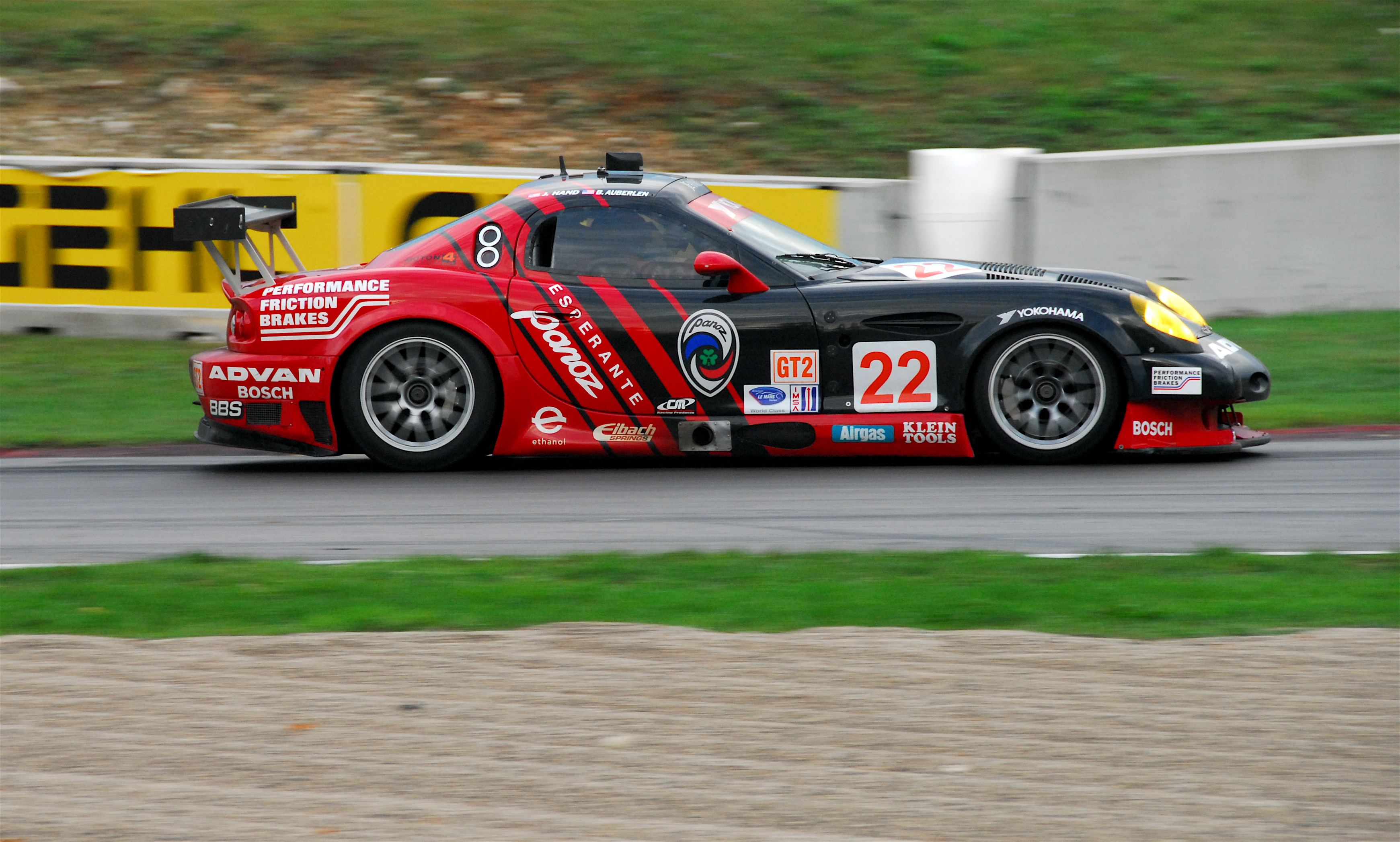
Team PTG's Panoz Esperante GTLM-R

De prestaties van de verschillende types van het model Esperante:

### Esperante
- Esperante:
  - Motor: 4.6l V8 (90°) 32 klepper met 350 pk van Ford
  - Topsnelheid: 250 km/u
  - Acceleratie 0-100 km/u: 5.2 seconden
- Esperante GT:
  - Motor: 4.6l V8 (90°) 32 klepper met 350 pk
  - Topsnelheid: 250 km/u
  - Acceleratie 0-100 km/u: 4.9 seconden
- Esperante GTLM:
  - Motor: 5.0l V8 (90°) 32 klepper met 420 pk
  - Topsnelheid: 289 km/u
  - Acceleratie 0-100 km/u: 4.2 seconden
- Esperante GTS:
  - Motor: 5.8l V8 (90°) 32 klepper met 445 pk van Ford
  - Topsnelheid: 289 km/u
  - Acceleratie 0-100 km/u: 4.2 seconden

### GTR-1
- Esperante GTR-1
  - Motor: 6.0l V8 (90°) 32 klepper met 650 pk van Ford
  - Topsnelheid: 328 km/u
  - Acceleratie 0-100 km/u: 3.3 seconden
- Esperante GTR-1 Street
  - Motor: 5.5l V8 (90°) 32 klepper met 620 pk
  - Topsnelheid: 297 km/u
  - Acceleratie 0-100 km/u: 3.3 seconden
- Panoz GTR-1 Q9
  - Motor: 6.0l V8 (90°) 32 klepper Zytek Hybrid

## JRD Tuning
Het tuningbedrijf JRD (Johan Ragnarsson Design) heeft speciale tuning pakketten voor de Esperante. JRD heeft ook meegewerkt aan de ontwikkeling van de Esperante. De volgende tuning pakketten zijn verkrijgbaar:
- Esperante JRD R
- Esperante JRD RS
- Esperante JRD RSr
- Esperante GTLM I
- Esperante GTLM II
- Esperante GTLM III

het Topmodel van de "gewone" Esperante, de RSr, heeft een 5.2l motor met 600 pk en gelijkwaardige prestaties als de "standaard" GTLM, de GTLM III heeft een 4.6l motor met 615 pk.